# O Anel dos Löwensköld
Löwensköldska ringen (em português "O Anel dos Löwensköld") é um primeiro romance de uma trilogia de autoria pela escritora sueca Selma Lagerlöf, primeira mulher laureada com o Prêmio Nobel de Literatura. Foi publicado originalmente em 1925.  Os demais livros que compõem a trilogia, intitulam-se: "Charlotte Löwensköld" (1925) e "Anna Svärd" (1928).

## Trama
A história se passa no século XVII. O General Bengt Löwensköld foi um militar honrado pelos serviços prestados ao Rei Carlos XII da Suécia durante suas campanhas de guerra. Como prova de gratidão e estima, o rei presenteou Löwensköld com um valioso anel, o qual era motivo de grande honra para o general a ponto dele desejar levá-lo consigo para a sepultura. 
Poucos meses depois do sepultamento do General, o jazigo da família acaba sendo reaberto para o enterro de uma neta  do falecido. Porém, após o funeral, enquanto o jazigo ainda se encontrava aberto, a joia é misteriosamente roubada. Agora o anel iniciará uma peregrinação maldita que se estenderá por mais de quarenta anos, passando de mão em mão e levando infortúnio e a morte a todos os seus portadores. 